# Генеральна округа Київ
Генера́льна окру́га Ки́їв, або Ки́ївська генера́льна окру́га (нім. Generalbezirk Kiew, пол. Okręg generalny Kijów, рос. Генеральный округ Киев) — адміністративно-територіальна одиниця Райхскомісаріату Україна часів Другої світової війни, утворена на території сучасних Київської, Полтавської та Черкаської областей України. Поділялася на 25 округ або ґебітів (нім. Kreisgebiet, досл. «окружна область»). Генеральною округою керувала німецька окупаційна адміністрація — генеральний комісаріат. Центром генеральної округи було місто Київ.

## Історія
Генеральну округу офіційно засновано о 12 годині дня 20 жовтня 1941 року на території тільки правобережної частини довоєнної Київської області УРСР. Одночасно в її складі було створено округи (ґебіти), названі за їхніми адміністративними центрами: Біла Церква, Васильків, Звенигородка, Іванків, сільська округа Київ, міська округа Київ, Корсунь, Сміла, Тараща, Умань та Хабне (колишня назва селища Поліське).
1 вересня 1942 року в Кременчуці, у зв'язку з просуванням нацистських військ далі на схід углиб європейської частини СРСР, представники вермахту передали під керівництво Генеральної округи Київ розташовані на Лівобережжі частини тогочасної Київської області та всю тодішню Полтавську область з одночасним утворенням 14-х нових округ: Бориспіль, Гадяч, Золотоноша, Карлівка, Кобеляки, Кременчук, Лохвиця, Лубни, Миргород, Опішня, Переяслав, Пирятин, Полтава та Хорол. Формально генеральна округа існувала до 1944 року.
З 20 жовтня 1941 до 14 лютого 1942 генеральним комісаром був Гельмут Квіцрау, а з 14 лютого 1942 і до взяття Києва радянськими військами 6 листопада 1943 року — Вальдемар Маґунія.

## Адміністративний поділ
Генеральна округа Київ включала 25 округ (Kreisgebiete):
- Округа Біла Церква
- Округа Бориспіль
- Округа Васильків
- Округа Гадяч
- Округа Звенигородка
- Округа Золотоноша
- Округа Іванків
- Округа Карлівка
- Округа Київ (сільська: Kreisgebiet Kiew-Land)
- Округа Київ (міська: Kreisgebiet Kiew-Stadt)
- Округа Кобеляки
- Округа Корсунь
- Округа Кременчук
- Округа Лохвиця
- Округа Лубни
- Округа Миргород
- Округа Опішня
- Округа Переяслав
- Округа Пирятин
- Округа Полтава
- Округа Сміла
- Округа Тараща
- Округа Умань
- Округа Хабне
- Округа Хорол

## Структура і завдання
Генеральний комісаріат мав такі відділи:
1. головне управління;
2. відділ політики;
3. відділ права;
4. відділ праці;
5. господарський відділ;
6. фінансовий відділ;
7. відділ продовольства і сільського господарства;
8. транспортний відділ;
9. відділ деревини, лісу та полювання;
10. відділ охорони здоров'я.

Через відділи генеральний комісаріат проводив політику окупаційної влади на підвідомчій території. Так, відділ праці, створений у вересні 1941 р., відав біржами праці, займався вербуванням і насильницьким викраденням радянських громадян на роботу до Німеччини (з Києва і області було вивезено 275 800 осіб). У січні 1942 року в Києві було запущено кампанію з набору остарбайтерів, відповідальним за проведення якої був комісар з робочої сили Фріц Заукель. У рамках цієї кампанії 11 січня 1942 року в газеті «Нове українське слово» було надруковано оголошення-заклик, підписане керівником генеральної округи, генеральним комісаром Квіцрау.
Господарський відділ керував роботою промислових підприємств, займався заготівлею сировини і відправленням готової продукції в Німеччину.
Відділ продовольства і сільського господарства було організовано на початку 1942 р. Основною його метою була заготівля сільгосппродуктів для постачання німецькій армії і відправлення в Німеччину. Сільгоспвідділ керував проведенням посівної і збиральної кампанії, займався розподілом продуктів харчування серед німецьких службовців. З метою переробки і вивозу сільгосппродуктів генеральний комісаріат відновив ряд цукрових заводів, маслозаводів і млинів.
Транспортний відділ організовано в травні 1943 р. При відділі було дорожнє управління. Основним завданням відділу був ремонт шосейних доріг для пересування німецьких військ і вантажів. Відділ відав трамвайним і автобусним транспортом і охороною ліній від пошкоджень. До його складу входив також підвідділ залізниць і поштових відділень.
Основною метою відділу деревини, лісу і полювання була експлуатація лісових багатств України та вивезення їх до Німеччини.
До складу генерального комісаріату входили відділи ідеологічної спрямованості, завданням яких було насадження нацистської ідеології. Так, головний відділ «Політика» включав відділи «Культурна політика» та «Молодь», підвідділи «Шкільна політика», «Література», «Молодь фольксдойче». Відділ контролював роботу шкіл і редакцій газет.